# الحركات الاحتجاجية في المغرب ودينامية التغيير ضمن الاستمرارية
الحركات الاحتجاجية في المغرب ودينامية التغيير ضمن الاستمرارية هو كتابٌ لمؤلفه الحبيب استاتي زين الدين أستاذ القانون الدستوري وعلم السياسة بجامعة عبد المالك السعدي بالمغرب. وقد صدر عن المركز العربي للأبحاث ودراسة السياسات عام 2024، يعد مرجعًا أساسيًا في دراسة الحركات الاجتماعية بالمملكة المغربية وتحليل تطورها التاريخي والسوسيولوجي والسياسي. يستند الكتاب إلى منهجية بحثية تراكمية تشمل تحليلًا وثائقيًا لأرشيفيفين مغربي وفرنسي، ومقابلاتٍ مع أكثر من 30 ناشطًا حقوقيًا وسياسيًا واجتماعيًا من مختلف المدن، ورصدًا لحوالي 200 تقرير صحفي.

## محاوره
يطرح الكتاب مجموعة من الإشكالات المرتبطة بتاريخ وثقافة الاحتجاج في المغرب، من أبرزها كيفية تشكل الذاكرة الاحتجاجية منذ القرن التاسع عشر إلى الوقت الراهن، والأشكال والوسائط التي اتخذها الاحتجاج في مختلف المراحل التاريخية. كما يتناول مدى فعالية الإطار القانوني في ضمان الحق في الاحتجاج السلمي، وتأثير حراك 20 فبراير 2011 على موازين القوى السياسية والاجتماعية في البلاد. ويحلل الكتاب العوامل البنيوية والثقافية التي تفسر استمرارية الظاهرة الاحتجاجية أو تراجعها، مع تقديم مقاربة مقارنة مع حركات احتجاجية في دول الجوار العربي مثل تونس والجزائر، مع إبراز خصوصيات التجربة المغربية.

## ملخص
يتوزع الكتاب على مقدمة، وستة فصول، وخاتمة، تتبعها فهارس للأعلام والمصطلحات، وفهرس تحليلي للمفاهيم الأساسية. في الفصل الأول المعنون بـ"زمن الاستئناس بالاحتجاج"، يرصد الكاتب بدايات الانتفاضات الريفية في القرن التاسع عشر كرد فعل على سياسات جبائية قاسية، مستندًا إلى سجلات قضائية ومعطيات استعمارية،ويبرز دور المقاومة الثقافية والاجتماعية من خلال النقوش والأهازيج الشعبية والشعر الزناتي في نقل رسائل الاحتجاج بشكل غير مباشر. كما يحلل تداخل ثلاثية المخزن والقبيلة والمستعمر، مشيرًا إلى أن القبيلة وفرت دعمًا لوجستيًا للمقاومة، في حين وظف المخزن العصبيات القبلية لتفكيك حركات التحرر، ما يعكس تعقيدات الصراع بين القوى المحلية والاستعمارية. أما الفصل الثاني، "من التسلط إلى سلطة الاحتجاج"، فيتتبع إضرابات عمال الفحم في خريبكة (1959) ومسيرات الطلبة بالدار البيضاء (1965) واحتجاجات المعطلين في الرباط (1973)، مستندًا إلى بيانات وزارة الداخلية وتقارير النقابات المهنية، ويحلل دور الأحزاب السياسية في استيعاب التجربة الاحتجاجية، حيث استخدمت الحركة الشعبية أطرًا احتجاجية داخل البرلمان لتقديم مقترحات قوانين اجتماعية، كما يخصص القسم وصفًا تفصيليًا لأحداث الرباط سنة 1981، من حيث عدد الضحايا ونسبة الإصابات، مع تحليل الخطاب الملكي والإجراءات الأمنية المصاحبة. ويخصص الفصل الثالث، "أشكال الممارسة الاحتجاجية وملامحها"، لتقديم جداول إحصائية دقيقة لعدد التظاهرات (1200 مظاهرة بين 2000 و2010) والإضرابات (450 إضرابًا بين 2005 و2015)، ويتطرق إلى الاحتجاج الرقمي، محللًا دور الهاشتاغات مثل #كلنا_20فبراير و#لا_للفساد في نقل المعلومة، مستعينًا ببيانات شركة تحليل البيانات CrowdTangle، كما يناقش دور فنون الشارع كالجرافيتي والمسرح المفتوح، ويفرد دراسة حالة لجدارية "الحرية" في المدينة العتيقة بفاس. في الفصل الرابع، "الاحتجاج السلمي بين التضمين القانوني والتمكين الواقعي"، يستعرض المؤلف نصوص الإعلان العالمي لحقوق الإنسان (1948) والعهدين الدوليين للحقوق المدنية والسياسية والحقوق الاقتصادية والاجتماعية والثقافية (1966)،ويقدّم جداول مقارنة مع الدساتير العربية الأخرى، ويرى أن التدخل الأمني في الوقفات الاحتجاجية يرجع إلى غموض قانوني في تصنيف هذا الشكل من الاحتجاج، حيث ينقسم القضاء بين من لا يعتبر الوقفة تجمهرًا أو مظاهرة مادامت سلمية وثابتة، وبين من يراها شكلاً من أشكال التجمعات العمومية التي تستوجب ترخيصًا مسبقًا، مما يفتح المجال أمام الأجهزة الأمنية لتأويل القانون بشكل يخدم منطقها ويؤدي إلى المس بحرية الاحتجاج السلمي. ومن هذا المنطلق، يدعو المؤلف إلى مراجعة شاملة لقانون التجمعات العمومية بهدف تعزيز الشرعية وترشيد الحكامة الأمنية. أما الفصل الخامس، "حركة 20 فبراير ورهان التغيير في سياق الاستمرارية"، فيعرض رؤية المؤلف للحركة باعتبارها لحظة مفصلية في التاريخ السياسي المغربي، حيث عبّرت عن احتجاج سياسي واجتماعي تأثر بالحراك العربي والسياق المحلي، ورغم أنها لم تتحول إلى حركة جماهيرية واسعة، فقد مثّلت معيارًا لقياس صدقية الإصلاحات ومساءلة مفهوم "الانتقال الديمقراطي". ويُعزى تراجعها إلى ضعف الحراك الإقليمي، وهشاشتها التنظيمية، والصراعات بين مكوناتها، إضافة إلى قدرة النظام السياسي المغربي على امتصاص موجة الاحتجاج وتدبيرها بمرونة، وقد خلص المؤلف إلى أن الحركة عانت "هزيمة من الداخل"، ما يستدعي فهمًا شاملاً لمسارها وسياقاتها المتعددة. في الفصل السادس، "الفعل الاحتجاجي في ضوء السوسيولوجيا السياسية"، يقدم المؤلف تحليلًا سوسيولوجيًا وسياسيًا للحركات الاحتجاجية في المغرب، مؤكدًا أن تنوع دوافعها وتعقيد سياقاتها يمنع تفسيرها ضمن إطار واحد، ويرى أن حركة 20 فبراير مثلت محطة فارقة عكست تداخل الأبعاد الاجتماعية والاقتصادية والسياسية، ونجحت في خلق توافق أيديولوجي بين تيارات متباينة، وهو توافق يعكس تحوّلًا في وعي الشباب المغربي، الذي بات ميالًا إلى الفردانية ويعيش أزمة ثقة في المؤسسات. وتظهر الدراسة التي اعتمدها المؤلف هيمنة القيم الدينية إلى جانب النزعة الفردية والمصلحة الذاتية، مع تراجع التضامن التقليدي، وتزايد القلق الوجودي والشعور بالاغتراب، في ظل هشاشة الوساطة الاجتماعية والسياسية وتشتت الحقل الحزبي، مما يهدد الاستقرار السياسي. ويخلص إلى أن غياب إصلاحات حقيقية قد يؤدي إلى انفجار اجتماعي في ظل تصاعد مظاهر التفاوت والبطالة وانهيار القيم، حيث يعكس ضعف الرابط الاجتماعي أزمة أعمق في الحس المدني والمواطنة، ما يستدعي إعادة بناء الثقة وتعزيز الوساطة. أما الخاتمة، فتتضمن توصيات وآفاقًا مستقبلية، من بينها: تعزيز آليات الحوار التشاركي، إصلاح قانون الجمعيات، دعم الاقتصاد الاجتماعي التضامني، وإنشاء مرصد وطني للظواهر الاحتجاجية.

## اراء نقدية
يقول محمد بنطلحة في قراءته للكتاب "أثبت المؤلِّف، على مدار فصول هذا الكتاب،قدرة مهمة على قراءة الأدبيات واستثمارها للكتابة عن ظاهرة متأصلة في التاريخ المغربي،والوصول إلى نتائج عن تطورها ومآلها. وحيث إنّالعمل البشري، أيّ عمل بشري، نسبيّ بطبيعته، فحبذا لو تنكبّ الطبعة الثانية على إغناء الجانب التفسيري ومتابعة التنقيب فيه من خلال التركيزعلى الدراسات المستجدة والوقائع المعيشة في سياق التحولات الجارية محليًا ودوليًا، بالنظر إلىقلة الأعمال ذات الطبيعة الكيفية حولها."